# Dolichophis caspius
Espèce
Synonymes
- Coluber caspius  Gmelin in Linnaeus, 1789
- Coluber acontistes  Pallas, 1814
- Coluber thermalis Pallas, 1814
- Coluber caspius eiselti Zinner, 1972
- Coluber jugularis caspius Nöllert et al., 1986

Dolichophis caspius est une espèce de serpents de la famille des Colubridae.

## Répartition
Cette espèce se rencontre :
- en Albanie ;
- en Bulgarie ;
- en Croatie ;
- en Grèce, y compris sur les îles de Sifnos, Lesbos, Lemnos, Samothrace, Chios, Samos, Corfou, Andros, Tinos, etc. ;
- dans le sud de la Hongrie ;
- en Jordanie ;
- au Kazakhstan ;
- en Macédoine ;
- en Moldavie ;
- en Roumanie ;
- dans le sud de la Russie ;
- en Turquie ;
- dans le sud de l'Ukraine.

## Description
Dolichophis caspius mesure jusqu'à 200 cm. Les écailles de son dos sont plus sombres sur leur pourtour qu'à leur centre. Ses flancs sont gris-brun avec des taches qui s'atténuent avec l'âge. Sa face ventrale est jaune clair ou blanche. Sa tête se distingue nettement du corps. Ses yeux présentent des pupilles rondes.
Il s'agit d'un serpent aux mœurs essentiellement diurne et qui n'est pas venimeux bien que relativement agressif et prompt à mordre lorsqu'il est dérangé.
Il se nourrit de petits vertébrés : petits mammifères, lézards, oiseaux, serpents... Sa capacité à consommer des rongeurs considérés comme nuisibles pour l'agriculture en fait un allié dans la lutte contre les ravageurs.

## Liste des sous-espèces
Selon The Reptile Database (14 février 2014) :
- Dolichophis caspius caspius (Gmelin, 1789)
- Dolichophis caspius eiselti (Zinner, 1972) - Rhodes[3]

## Publications originales
- Gmelin, 1789 : Caroli a Linné Systema naturae. 13. ed., Tom 1 Pars 3. G. E. Beer, Lipsiae, p. 1033-1516.
- Zinner, 1972 : Systematics and evolution of the species group Coluber jugularis Linnaeus, 1758 - Coluber caspius Gmelin,  1789 (Reptilia, Serpentes). PhD thesis, Hebrew university, Jerusalem, p. 1-62 (texte intégral).